# Katlego Kai Kolanyane-Kesupile
Katlego Kai Kolanyane-Kesupile   (Francistown, gener 1988), també coneguda com a Kat Kai Kol-Kes, és una artista de la performance, música, escriptora i activista pels drets del col·lectiu LGBT botswanesa. És coneguda per ser la primera figura pública del país que s'identifica obertament com a persona transgènere. També és la primera persona de Botswana a ser nomenada TED Fellow.

## Biografia
Kolanyane-Kesupile va néixer al gener de 1988 en Francistown. En 2013, va sortir de l'armari obertament al país, esdevenint així la primera persona transgènere en fer-ho. Kolanyane-Kesupile va assistir a l'escola primària de Clifton de la seva ciutat natal. Als divuit anys va ser a un internat a Durban. Kolanyane-Kesupile es va llicenciar en teatre en la Universitat del Witwatersrand i va obtenir un màster en Drets Humans, Cultura i Justícia Social a Goldsmiths, Universitat de Londres. Es va convertir en becària Chevening en 2016.
Kolanyane-Kesupile és la fundadora del Queer Shorts Showcase Festival, que és el primer i únic festival de teatre de temàtica LGBT a Botswana. Ha escrit per a Peolwane Magazine, The Kalahari Review, The Washington Blade i Afropunk.com. Kolanyane-Kesupile també toca amb una banda, Chasing Jakyb. Escriu cançons per al grup tant en anglès com en tswana. El grup va publicar un àlbum, Bongo Country, en 2015.
Kolanyane-Kesupile va ser guardonada en 2013/2014 amb el premi "Best of Botswana" en la categoria d'arts escèniques. Va ser nomenada subcampiona amb esment especial en els premis Queen's Young Leaders de 2015. Va ser nomenada TED Global Fellow en 2017 i va ser la primera motswana a obtenir aquesta distinció. En 2018, va ser inclosa en la llista OkayAfrica 100 Women.